# Cuarteto de Madrid

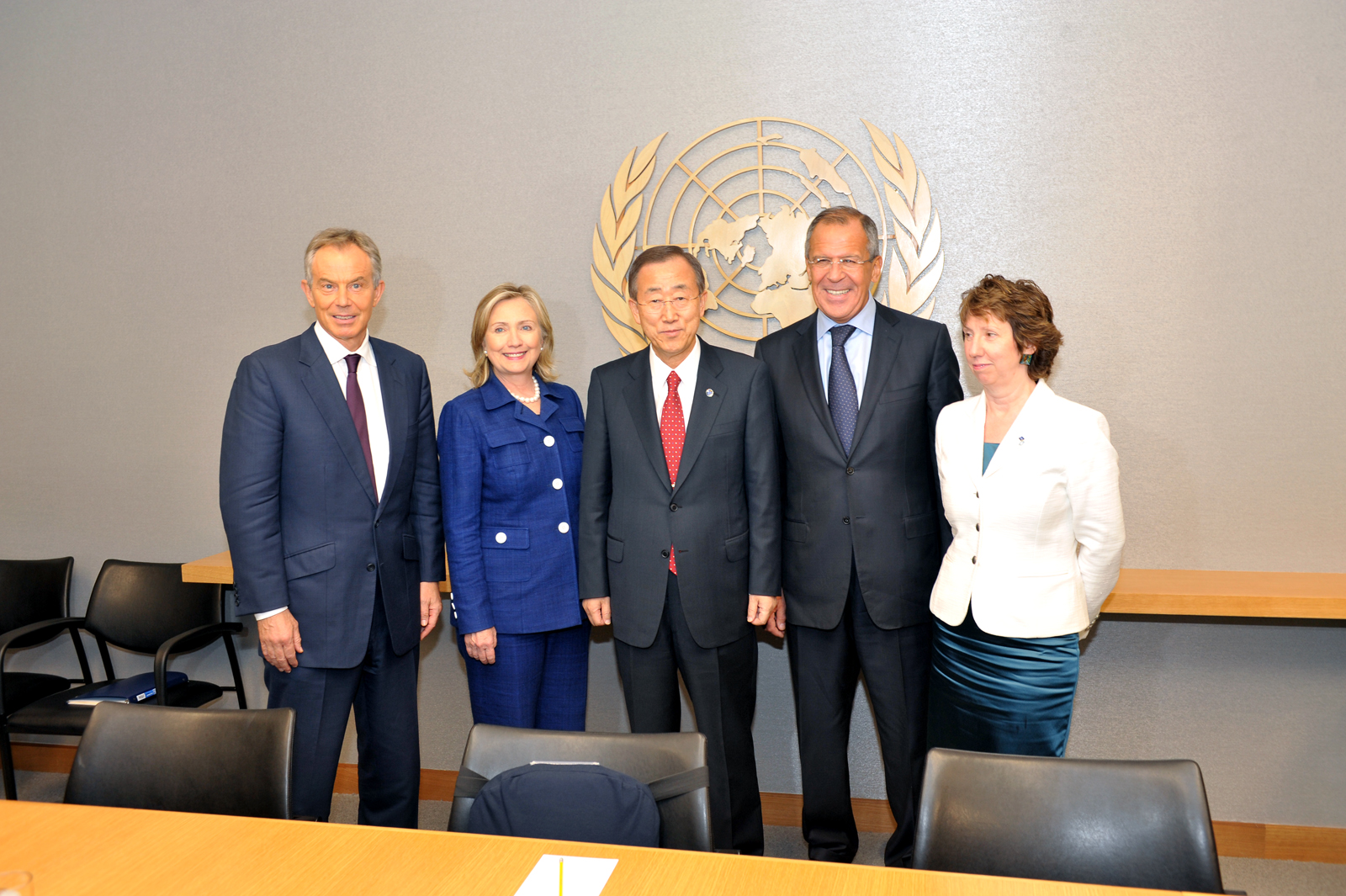
Tony Blair, Hillary R. Clinton, Ban Ki-Moon, Sergey Lavrov, Catherine Ashton, Nueva York, 21-sept-2010.

El Cuarteto de Madrid, también llamado Cuarteto de Oriente Medio, Cuarteto Diplomático o simplemente El Cuarteto, es un grupo de cuatro Estados y entidades supranacionales involucrados en el proceso de paz del conflicto árabe-israelí. El cuarteto lo forman los Estados Unidos, Rusia, la Unión Europea y las Naciones Unidas. El grupo fue fundado en la ciudad de Madrid en 2002 como resultado de una escalada en el conflicto de Oriente Medio. El actual jefe de misión de la Oficina del Cuarteto es John Clarke.

## Enviados especiales
James Wolfensohn, expresidente del Banco Mundial, fue designado enviado especial para negociar el final de la ocupación de la franja de Gaza por parte de Israel en abril de 2004. Renunció al siguiente año debido a los problemas durante la negociación con Hamás y los casos de corrupción de la Autoridad Nacional Palestina. Tony Blair hizo pública su intención de ocupar el puesto de enviado especial del Cuarteto de Madrid el mismo día en que dejó de ser primer ministro del Reino Unido y miembro del Parlamento Británico. La aprobación de Blair llegó después de ciertas objeciones por parte de Rusia. Blair dimitió de este cargo el 27 de mayo de 2015 dejando paso a Kito de Boer.

## Representantes del Cuarteto
- Secretario General António Guterres
  -  Coordinador especial de las Naciones Unidas para el proceso de paz en el Oriente Medio Tor Wennesland
- Alto Representante para Asuntos Exteriores y Política de Seguridad Josep Borrell
- Ministro de Exteriores Serguéi Lavrov
- Secretario de Estado Antony Blinken
- Enviado Especial Kito de Boer

### Histórico
- Declaración conjunta del Cuarteto, tras reunirse en Londres el 1 de marzo de 2005
- George W Bush recibe al Cuarteto en La Casa Blanca, el 20 de diciembre de 2002

- Datos: Q922129